# تاريخ الغابون

علم الغابون

لا يُعرف سوى القليل عن تاريخ الغابون قبل الاتصال الأوروبي. استقر مهاجرو البانتو في المنطقة ابتداءً من القرن الرابع عشر. وصل المستكشفون والتجار البرتغاليون إلى المنطقة في أواخر القرن الخامس عشر. أصبح الساحل بعد ذلك مركزًا لتجارة الرقيق مع وصول التجار الهولنديين والإنجليز والفرنسيين في القرن السادس عشر. في عامي 1839 و1841، أنشأت فرنسا محمية على الساحل.
في عام 1849، تم إطلاق سراح الأسرى من سفينة الرقيق التي تم العثور عليها في ليبرفيل. في 1862-1887، وسعت فرنسا سيطرتها بما في ذلك المناطق الداخلية للدولة، واستولت على السيادة الكاملة.
في عام 1910 أصبحت الغابون جزءًا من أفريقيا الاستوائية الفرنسية وفي عام 1960، أصبحت الغابون مستقلة.
في وقت استقلال الغابون، كان هناك حزبان سياسيان رئيسيان: الكتلة الديمقراطية الغابونية (BDG)، بقيادة ليون مابا، والاتحاد الديمقراطي الاجتماعي الغابوني (UDSG)، بقيادة جان هيلير أوبام. في أول انتخابات بعد الاستقلال، أُجريت في ظل نظام برلماني، لم يستطع أي حزب الفوز بأغلبية؛ اتفق الزعماء فيما بعد على نظام الحزبين وركضوا بقائمة واحدة من المرشحين. في انتخابات فبراير 1961، التي أجريت في ظل النظام الرئاسي الجديد، أصبح إمبا رئيسًا وأصبح أوبام وزيرًا للخارجية. تفكك حل الحزب الواحد في عام 1963، وحدث انقلاب غير دموي ليوم واحد في عام 1964. في مارس 1967، تم انتخاب ليون إمبا وعمر بونغو رئيسًا ونائبًا للرئيس. توفي إمبا في وقت لاحق من ذلك العام. أعلن بونجو أن الغابون دولة ذات حزب واحد، وقام بحل BDG وأنشأ الحزب الديمقراطي الغابوني (PDG). أدت الإصلاحات السياسية الشاملة في عام 1990 إلى دستور جديد، وحصل الحزب الديمقراطي المسيحي على أغلبية كبيرة في أول انتخابات متعددة الأحزاب في البلاد منذ 30 عامًا. على الرغم من الاستياء من أحزاب المعارضة، بقي بونجو رئيسا حتى وفاته في عام 2009.

## التاريخ المبكر
استقر الغابونيون من القرن الرابع عشر من قبل شعوب البانتو. لا يُعرف الكثير عن الحياة القبلية قبل الاتصال الأوروبي، ولكن الفن القبلي يوحي بتراث ثقافي غني. كان أول زائر أوروبي مؤكد لدى الغابون هم المستكشفون والتجار البرتغاليون الذين وصلوا في أواخر القرن الخامس عشر. استقر البرتغاليون في الجزر الساحلية في ساو تومي وبرينسيبي وفرناندو بو، لكنهم كانوا زوارًا منتظمين على الساحل. أطلقوا اسم منطقة الغابون على الكلمة البرتغالية gabão محرك يشبه مصب نهر كومو. أصبح الساحل مركزًا لتجارة الرقيق. أسس بعض المغامرين البرتغاليين أنفسهم كحكام للمناطق في غابون. أحدها كان أوغنداغا بوتو، نجل الأب البرتغالي والأم الغابونية. حكم بعض الجزر على طول الساحل، والتي لا يزال يسيطرعليها نسله مورو إيرانجا يانيل برونيلا. جاء التجار الهولنديين والإنجليزية والفرنسية في القرن السادس عشر.

## الفترة الإستعمار الفرنسي

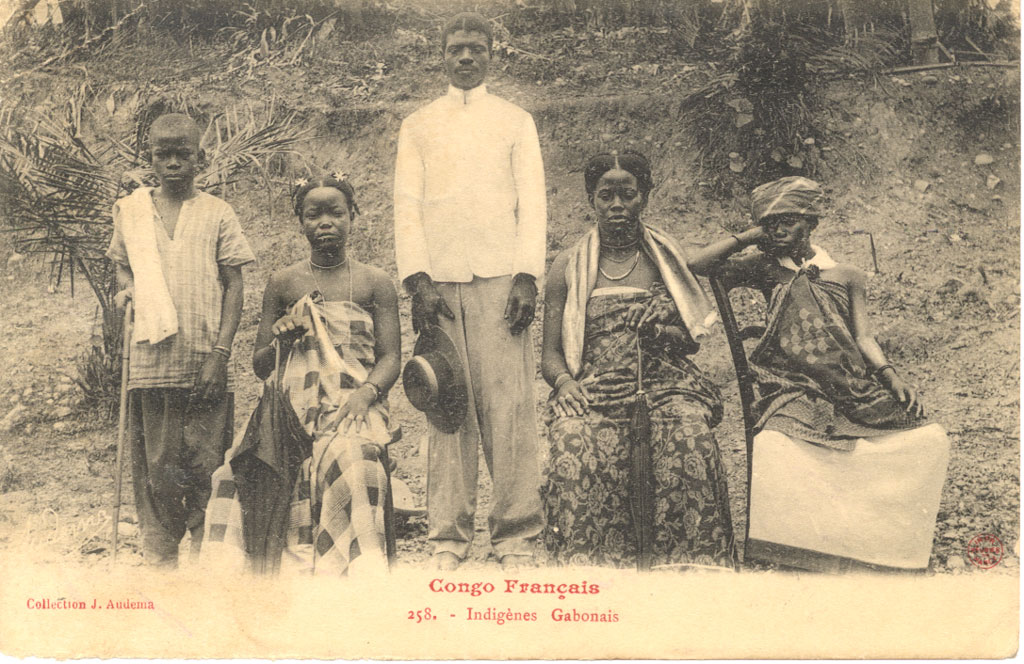
مواطنون من الغابون

في عامي 1839 و1841، أنشأت فرنسا محمية على المناطق الساحلية من الغابون بموجب معاهدات مع رؤساء المناطق الساحلية في الغابون.
أنشأ المبشرون الأمريكيون من نيو إنجلاند مهمة عند مصب نهر كومو في عام 1842. في عام 1849، استولت السلطات الفرنسية على سفينة عبودية غير شرعية وأطلقت سراح الأسرى على متنها. تم إطلاق سراح الأسرى بالقرب من محطة البعثة، حيث أسسوا مستوطنة كانت تسمى ليبرفيل (الفرنسية "المدينة الحرة").
اخترق المستكشفون الفرنسيون غابات الغابون الكثيفة بين عامي 1862 و1887. واستخدم أشهرهم، سافورنان دي برازا، حاملي الجابونيين والمرشدين في بحثه عن منابع نهر الكونغو. احتلت فرنسا الغابون في عام 1885، لكنها لم تديرها حتى عام 1903. تأسس أول حزب سياسي في الغابون، جونيس غابوني، حوالي عام 1922.
في عام 1910 أصبحت الغابون واحدة من المناطق الأربعة في أفريقيا الاستوائية الفرنسية. في 15 يوليو 1960، وافقت فرنسا على أن تصبح الغابون مستقلة تمامًا. في 17 أغسطس 1960 أصبحت الغابون دولة مستقلة.

## الاستقلال
بدا أن نظام الحزب الواحد يعمل حتى فبراير 1963، عندما أجبر عنصر الكتلة الديمقراطية الغابونية الأكبر أعضاء الاتحاد الديمقراطي الاجتماعي الغابوني على الاختيار بين دمج الأطراف أو الاستقالة. استقال وزراء حكومة الاتحاد الديمقراطي الاجتماعي الغابوني، ودعا M'Ba إلى انتخابات فبراير 1964 وعدد أقل من نواب الجمعية الوطنية (من 67 إلى 47). فشلت في الاتحاد الديمقراطي الاجتماعي الغابوني حشد قائمة المرشحين القادرين على تلبية متطلبات المراسيم الإنتخابية. عندما بدا أن الكتلة الديمقراطية الغابونية من المرجح أن يفوز في الإنتخابات بشكل افتراضي، أطاح الجيش الغابوني بمابا في انقلاب غير دموي في 18 فبراير 1964. أعادت القوات الفرنسية تشكيل حكومته في اليوم التالي. أجريت الانتخابات في أبريل 1964 مع العديد من المشاركين في المعارضة. فاز المرشحون المدعومون من الكتلة الديمقراطية الغابونية بـ 31 مقعدًا والمعارضة 16. في أواخر عام 1966، تم تعديل الدستور بحيث ينص على الخلافة التلقائية لنائب الرئيس في حالة وفاة الرئيس في منصبه. في مارس 1967، تم انتخاب ليون إمبا وعمر بونغو (المعروف آنذاك باسم ألبرت بونجو) رئيسًا ونائبًا للرئيس، وفاز بالكتلة الديمقراطية الغابونية جميع المقاعد الـ 47 في الجمعية الوطنية. توفي M'Ba في وقت لاحق من ذلك العام، وأصبح عمر بونغو رئيسا.
في مارس 1968، أعلن بونغو أن الغابون دولة ذات حزب واحد عن طريق حل الكتلة الديمقراطية الغابونية وإنشاء حزب جديد: الحزب الديمقراطي الجابوني. ودعا جميع الغابانيين، بغض النظر عن الانتماء السياسي السابق، إلى المشاركة. اُنتخب بونغو رئيسا في فبراير 1973؛ في أبريل 1975، تم إلغاء مكتب نائب الرئيس وحل محله مكتب رئيس الوزراء، الذي لم يكن له الحق في الخلافة التلقائية. أُعيد انتخاب بونجو رئيسا في ديسمبر 1979 ونوفمبر 1986 إلى 7 سنوات. وباستخدام الكتلة الديمقراطية الغابونية كأداة لإغراق المنافسات الإقليمية والقبلية التي قسمت السياسة الغابونية في الماضي، سعى بونجو إلى تشكيل حركة وطنية واحدة لدعم سياسات التنمية الحكومية.
أثار الاستياء الاقتصادي والرغبة في التحرير السياسي مظاهرات وإضرابات عنيفة قام بها الطلاب والعمال في أوائل عام 1990. ورداً على شكاوى العمال، تفاوض بونغو على أساس قطاع بقطاع، وقدمت تنازلات كبيرة في الأجور. بالإضافة إلى ذلك، وعد بفتح PDG وتنظيم مؤتمر سياسي وطني في مارس - أبريل 1990 لمناقشة النظام السياسي المستقبلي للغابون. وحضر PDG و 74 منظمة سياسية المؤتمر. ينقسم المشاركون أساسًا إلى تحالفين فضفاضين، حزب PDG الحاكم وحلفائه، والجبهة المتحدة لجمعيات وأحزاب المعارضة، التي تتألف من حزب مورينا الأساسي وحزب التقدم في الغابون.
وافق مؤتمر أبريل 1990على إصلاحات سياسية شاملة، بما في ذلك إنشاء مجلس شيوخ وطني، وتحقيق اللامركزية في عملية الميزانية، وحرية التجمع والصحافة، وإلغاء شرط الحصول على تأشيرة الخروج. في محاولة لتوجيه تحول النظام السياسي إلى الديمقراطية متعددة الأحزاب، استقال بونغو كرئيس لحزب PDG وأنشأ حكومة انتقالية برئاسة رئيس وزراء جديد، كازيمير أوي-إمبا. كان التجمع الاجتماعي الديمقراطي الغابوني (RSDG)، كما كانت تسمى الحكومة الناتجة، أصغر من الحكومة السابقة وكان يضم ممثلين عن عدة أحزاب معارضة في مجلس الوزراء. وضعت جمهورية صربسكا الديمقراطية دستوراً مؤقتاً في أيار / مايو 1990 ينص على شرعة حقوق أساسية وقضاء مستقل، لكنها احتفظت بسلطات تنفيذية قوية للرئيس. بعد مراجعة أخرى من قبل لجنة دستورية والجمعية الوطنية، دخلت هذه الوثيقة حيز التنفيذ في مارس 1991. وبموجب دستور عام 1991، في حالة وفاة الرئيس، كان على رئيس الوزراء ورئيس الجمعية الوطنية ووزير الدفاع المشاركة السلطة حتى يمكن إجراء انتخابات جديدة.
ومع ذلك، استمرت المعارضة لحزب الديمقراطية الديمقراطي، وفي سبتمبر 1990، تم الكشف عن محاولتين للإنقلاب وتم إحباطهما. على الرغم من المظاهرات المناهضة للحكومة بعد وفاة زعيم المعارضة في الوقت المناسب، فقد أجريت أول انتخابات للجمعية الوطنية متعددة الأحزاب منذ 30 عامًا تقريبًا في سبتمبر - أكتوبر 1990، وحصل حزب الديمقراطية الديمقراطي على أغلبية كبيرة.
بعد إعادة انتخاب الرئيس بونغو في ديسمبر 1993 بحصوله على 51٪ من الأصوات، رفض مرشحو المعارضة التحقق من صحة نتائج الإنتخابات. أدت الاضطرابات المدنية الخطيرة إلى اتفاق بين الحكومة وفصائل المعارضة على العمل من أجل التوصل إلى تسوية سياسية. أدت هذه المحادثات إلى اتفاقات باريس في نوفمبر 1994، والتي بموجبها تم ضم العديد من شخصيات المعارضة في حكومة وحدة وطنية، وتمت الموافقة على الإصلاحات الدستورية في استفتاء عام 1995. لكن هذا الترتيب سرعان ما انهار، والتشريعي 1996 و1997 والانتخابات البلدية قدمت الخلفية لتجديد السياسة الحزبية. فاز حزب الديمقراطية الشعبية بانتصار ساحق في الإنتخابات التشريعية، ولكن العديد من المدن الكبرى، بما في ذلك ليبرفيل، انتخب رؤساء بلديات المعارضة خلال الإنتخابات المحلية عام 1997.

## العصور الحديثة
استعد الرئيس بونغو لإعادة انتخابات سهلة في ديسمبر 1998 ونوفمبر 2005، بأغلبية كبيرة من الأصوات ضد المعارضة المنقسمة. بينما رفض المعارضون الرئيسيون لـ بونغو النتيجة على أنها احتيالية، وصف بعض المراقبين الدوليين النتائج بأنها تمثيلية على الرغم من أي مخالفات متصورة. الإنتخابات التشريعية التي أجريت في 2001-2002، والتي قاطعها عدد من أحزاب المعارضة الأصغر وانتقدت على نطاق واسع لضعفها الإداري، أنتجت جمعية وطنية هيمن عليها بالكامل تقريباً حزب الديمقراطية الديمقراطي والمستقلون المتحالفون.
توفي عمر بونغو في مستشفى إسباني في 8 يونيو 2009.
تم انتخاب ابنه علي بونجو أونديمبا رئيسًا في انتخابات أغسطس 2009 الرئاسية. أعيد انتخابه في أغسطس 2016، في انتخابات شابها العديد من المخالفات والاعتقالات وانتهاكات حقوق الإنسان والعنف بعد الإنتخابات.
في 24 أكتوبر 2018، تم نقل علي بونجو أونديمبا إلى المستشفى في الرياض بسبب مرض لم يكشف عنه. في 29 نوفمبر 2018، تم نقل بونغو إلى مستشفى عسكري في الرباط لمواصلة الشفاء. في 9 ديسمبر 2018، أبلغ نائب رئيس غابون موسافو أن بونغو أُصيب بسكتة دماغية في الرياض، ومنذ ذلك الحين غادر المستشفى في الرباط ويتعافى حاليًا في سكن خاص بالرباط. منذ 24 أكتوبر 2018 لم يشاهد بونغو في الأماكن العامة وبسبب عدم وجود أدلة على أنه حي أو ميت ارتاب الكثيرون إذا كان فعلا حي أم لا. في 1 كانون الثاني (يناير) 2019، ألقى غابون موسافو أول خطاب علني له عبر شريط فيديو تم نشره على وسائل التواصل الاجتماعي منذ مرضه في أكتوبر عام 2018، مما أدى إلى إراحة أي شائعات عن وفاته. في 7 كانون الثاني (يناير) 2019، شن الجنود في غابون محاولة انقلاب.